# The Rotters' Club (album)
The Rotters' Club (1975) è il secondo e ultimo album in studio del gruppo musicale britannico Hatfield and the North. Il disco ha dato il nome all'omonimo romanzo dello scrittore inglese Jonathan Coe.

## Tracce
Lato A
1. Share It – 3:02 (Richard Sinclair)
2. Lounging There Trying – 3:10 (Phil Miller)
3. (Big) John Wayne Socks Psychology on the Jaw – 0:46 (Dave Stewart)
4. Chaos at the Greasy Spoon – 0:30 (Sinclair, Pip Pyle)
5. The Yes No Interlude – 7:02 (Pyle)
6. Fitter Stroke Has a Bath – 6:38 (Pyle)
7. Didn't Matter Anyway – 3:03 (Sinclair)

Lato B
1. Underdub – 3:55 (Miller)
2. Mumps – 20:06 (Stewart)

Tracce extra CD (1992)
1. (Big) John Wayne Socks Psychology on the Jaw (alternative mix) – 0:46 (Stewart)
2. Chaos at the Greasy Spoon (alternative mix) – 0:20 (Sinclair, Pyle)
3. Halfway Between Heaven and Earth (full version) – 6:07 (Sinclair)
4. Oh, Len's Nature! (live, 1975) – 1:59 (Miller)
5. Lything and Gracing (live, 1974) – 3:58 (Miller)

## Musicisti
Gruppo
- Phil Miller – chitarra
- Dave Stewart – piano elettrico Fender Rhodes, organo Hammond, minimoog, pianoforte, sintetizzatore
- Richard Sinclair – basso, voce, chitarra (traccia: 7)
- Pip Pyle – batteria e percussioni

Ospiti
- Jimmy Hastings – sassofono (tracce: 5 & 9), flauto (tracce: 6, 7, 8, 9)
- The Northettes: – cori (tracce: 6, 9)

Barbara Gaskin
Amanda Parsons
Ann Rosenthal
- Lindsay Cooper – fagotto (tracce: 3, 5)
- Tim Hodgkinson – clarinetto (tracce: 3, 5)
- Mont Campbell – corno francese (tracce: 3, 4)

## Classifiche

### Classifiche settimanali
| Classifica (1975) | Posizione massima |
| ----------------- | ----------------- |
| Regno Unito       | 43                |